# HDCAM
HDCAM（エイチディーカム）とは、ソニーが開発した高精細度テレビジョン放送（HDTV）向けの撮影用ビデオテープ。Digital BETACAMのHD対応仕様である。

## HDCAM
- HDCAMは1997年に導入された。

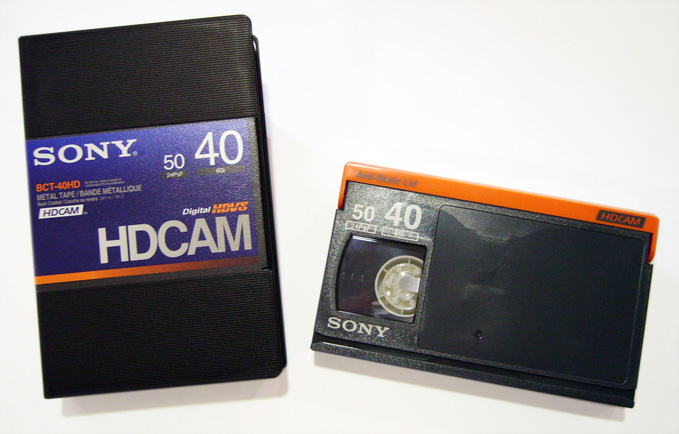
HDCAMテープ

- 映像ビットレート144Mbit/sで、コンポーネント4:2:2サンプリング・3:1:1帯域圧縮と8ビットDCT+可変長符号フィールド内圧縮とで全体で1/7圧縮となっている。1080iで24PsFと23.98PsFモードに互換性を持つ。
- HDCAMは1440×1080で収録され、HD-SDIベースバンド入出力時に10ビット 1920×1080スケーリングしている（このためin/outを繰り返すと映像の劣化が目立ってくる場合がある。ただしSDTIインターフェース接続の場合には劣化は起きにくい）。
- 音声はAES/EBU 20bit/48kHzで4CHのデジタルオーディオである。

## HDCAM-SR

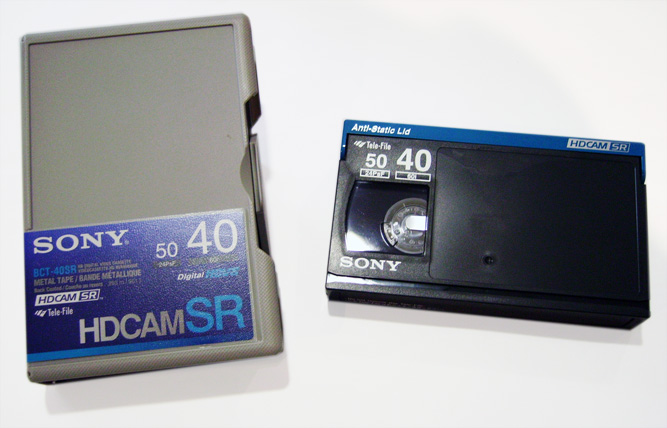
HDCAM-SRテープ

- HDCAM SRは高密度磁気粒子採用のベータカムテープを使い、2003年に導入された。
- 映像ビットレート440Mbit/sで、コンポーネント4:2:2サンプリング・10ビットDCT圧縮で1/2.7圧縮を実現した規格である。HDCAMより増えたビットレートによって1920×1080を収録することができる。
- HDCAM SRは新しい圧縮技術「MPEG-4スタジオプロファイル」を採用している。
- 音声はAES/EBU 24bit/48kHzで12chまで対応している。
- 倍速記録を使用した場合、映像データレート880Mbit/sで高画質RGB4:4:4を一系統収録かYCbCr 4:2:2を二系統収録できる。440Mbit/sモードはSQ、880Mbit/sモードはHQと呼ばれる。
  - 2005年にポータブル機SRW-1で利用可能になった。オプション機器を装着することでRGB 4:4:4での1080/60p記録ができる。
  - 2008年発売のアドバンストHQプロセッサーボードの装着によりスタジオ機SRW-5800でも880Mbp/sに対応する。
- 愛知万博のスーパーハイビジョン画像展示の送出にも使われていた。

## SR MASTER
- 記録フォーマットはHDCAM SRのままで、新たにメモリーメディアであるSRMemoryを使用し、ファイルベースでの記録を実現した。また新たに、SR-Liteという圧縮方式を加えた。ファイルフォーマットはMXF（Material Exchange Format）方式。
- 記録メディアSRMemoryは、容量は最大1TB、記録レートは最大5.5Gbpsである。

## テープ
- 一部のHDCAMデッキは旧来のベータカムフォーマットのテープを再生可能である。
- カセットあたりの録画時間はデジタルベータカムと同じくSカセットで40分、Lカセットで124分。24pモードでは少し伸びて、50分と155分である。
- HDCAMカセットテープは黒く、リッドがオレンジ色。HDCAM-SRカセットはリッドがシアン（青色）である。
- ソニーが約7割のシェアを持っている[1]。

## その他
- ソニーのCineAlta商品群にHDCAM/HDCAM-SRが使われている。
- HDCAMおよびHDCAM-SRのカメラおよび録画・再生機器については、2016年3月に販売を終了することが発表された[2]。録画用テープメディアについても、2023年6月末に生産が終了し、以降は造り置き在庫にて販売を継続することが発表された[3]。